# Walter Würzbach
Walter Georg Hermann Würzbach (* 25. August 1887 in Berlin; † 3. Mai 1971 in Berlin-Schmargendorf) war ein deutscher Architekt.
Würzbach erregte Anfang der 1920er Jahre Aufsehen durch einige exemplarische Innenräume des Expressionismus in Berlin. Diese Werke sind ausnahmslos zerstört, jedoch teilweise durch Fotoplatten überliefert, die 2016 im Bildarchiv Foto Marburg wiederentdeckt wurden.

## Leben
1917/1918 wurde Würzbach von Wolfgang Gurlitt zusammen mit den Künstlern Max Pechstein, César Klein und Rudolf Belling eingeladen, zunächst einige Räume der Hofkunsthandlung Fritz Gurlitt in der Potsdamer Straße neu zu gestalten, ab 1919 auch einige Räume der angrenzenden Privatwohnung. Hierbei entstanden exzentrische Ausstattungen und Dekorationen von hohem kunsthandwerklichem Niveau.
Walter Würzbach war zeitweise Mitarbeiter von Bruno Paul, Walter Gropius und Peter Behrens. Von 1947 bis 1950 unterrichtete er an der Kunsthochschule Weißensee Architektur, wurde dann aber von Selman Selmanagic abgelöst.
1951 schlug er dem Direktor der Hochschule der Künste Berlin, Karl Hofer vor, ein Forschungs- und Entwicklungsinstitut für industrielle Erzeugnisse und deren Gestaltungsfragen einzurichten.
Würzbach war Mitglied im Bund Deutscher Architekten.

## Bauten

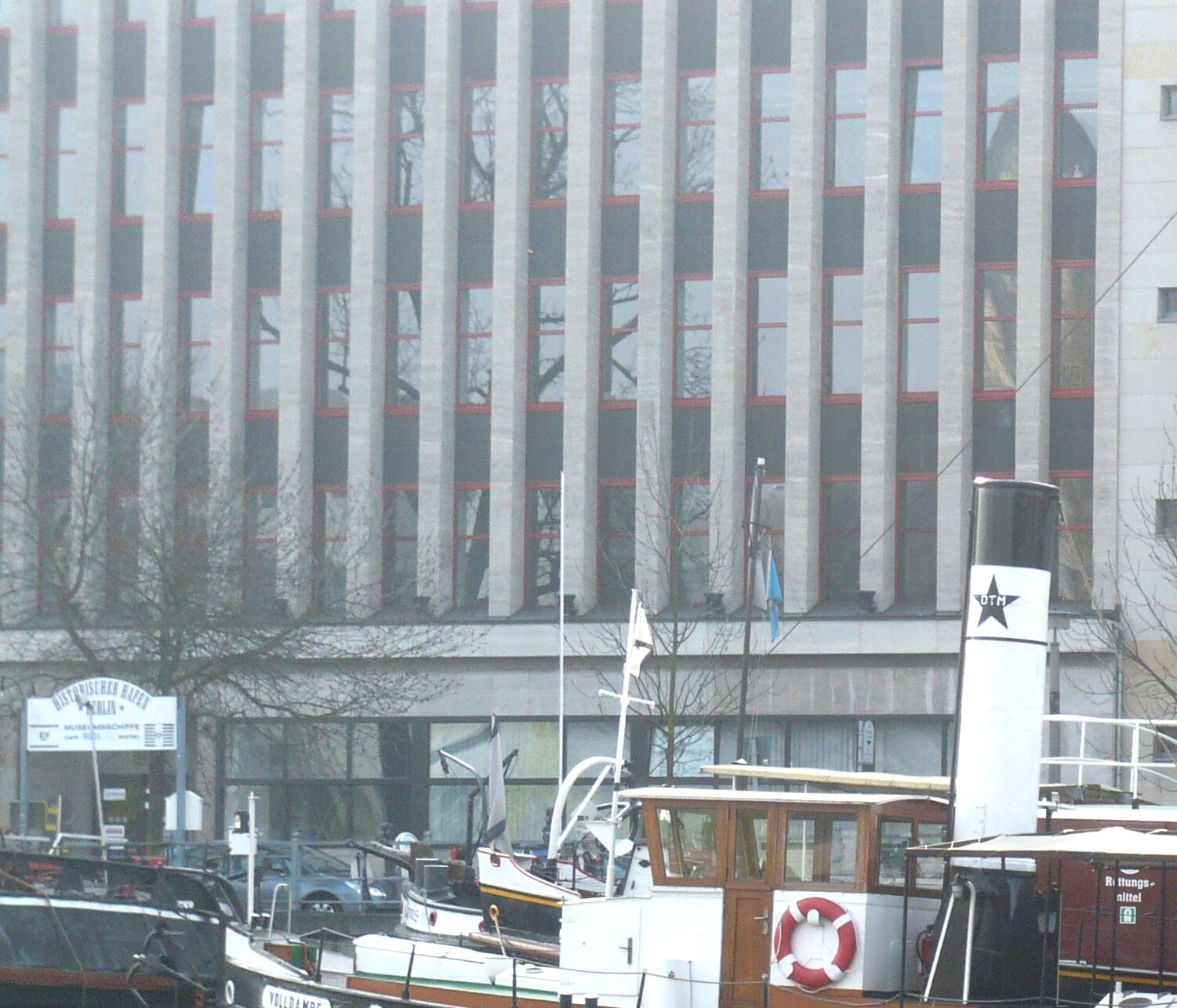
Bundeshaus des ADGB, Erweiterungsbau am Märkischen Ufer

- 1918: Innenausstattung des Hauses Wolfgang Gurlitt in Berlin-Schöneberg, Potsdamer Straße 113[5]
- 1920: Tanzkasino und Weinrestaurant Scala in Berlin-Schöneberg, Martin-Luther-Straße 14–18 (mit dem Bildhauer Rudolf Belling und dem Maler Hans Brass)
- 1920: Buchladen des Malik-Verlages
- 1921: Ausstattung des Ateliers der Fotografin Frieda Riess am Kurfürstendamm
- 1928: Haus Dr. Ascher in Lankwitz, Corneliusstraße 3[6]
- 1927: Haus Dr. Valentiner in Lankwitz[7]
- 1929: Haus Gottfried Heinersdorff in Lichterfelde
- 1930–1932: Erweiterungsbau für das Gewerkschaftshaus in Berlin-Mitte, Wallstraße 61–63 / Märkisches Ufer 31

(Quelle:)